# Aiakos

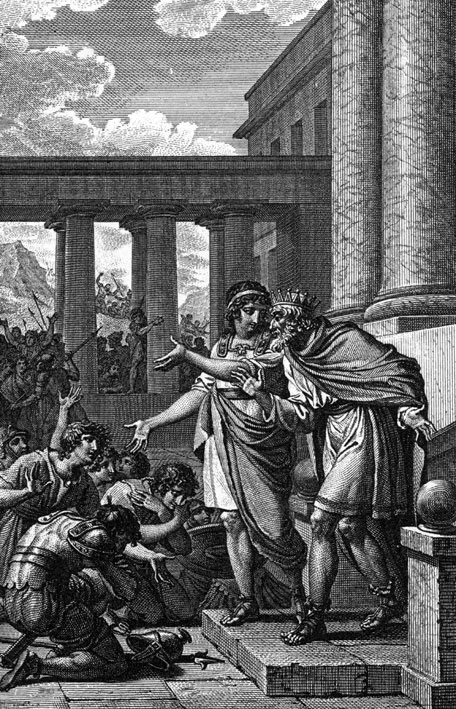
Aiakos och Telamon. Kopparstick av Jean-Michel Moreau le Jeune

Aiakos, latinsk namnform Aeacus, var i grekisk mytologi, son till Zeus och flodguden Asopos' dotter Aigina.

## Historia
Aiakos föddes på den efter modern uppkallade ön Aigina. Han härskade där över sitt folk, myrmidonerna, som enligt sagan var myror som förvandlats till människor. Zeus' maka Hera var svartsjuk över sin makes kärleksförhållande till Aigina och sände därför en landsplåga till Aiakos' folk.  
Aiakos härskade över myrmidonerna med så mycken mildhet, rättvisa och klokhet, att gudarna efter hans död satte honom att tillsammans med Minos och Rhadamanthys skipa rätt i de dödas rike. 
På Aigina hade Aiakos en helgedom, där aiginetiska segrare i festspelen hängde upp sina kransar. Aiakos ättlingar, aiakiderna (aeaciderna), var Telamon, far till Ajax, och Peleus, far till Akilles. Med en havsnymf hade han dessutom sonen Fokos, som mördades av sina bröder, varpå Aiakos drev dessa i landsflykt.